# Planta termal de reprocesamiento de óxido
La Planta Termal de Reprocesamiento de Óxido (en inglés: Thermal Oxide Reprocessing Plant, THORP) es una planta de reprocesamiento de combustible nuclear localizada en Sellafield en Cumbria, Inglaterra. La THORP es de propiedad de la Autoridad de Descomisionamiento Nuclear y es operada por Sellafield Ltd (que es la compañía con licencia para el sitio). El combustible nuclear gastado proveniente de reactores nucleares es reprocesado para separar el 96% de uranio y el 1% de plutonio, que puede ser usado en combustible de óxido mezclado, a partir del 3% de los desechos radiactivos, los que son tratados y almacenados en la planta. El uranio así recuperado es ofrecido a clientes para que fabriquen nuevo combustible.

## Historia
La construcción de la THORP comenzó en la década de 1970, y fue completada en 1994. La planta inició sus operaciones en agosto de 1997.
Entre 1977 y 1978 se llevó a cabo una investigación de la solicitud de la British Nuclear Fuels plc por el permiso para la fase de anteproyecto para construir una nueva planta para el reprocesamiento del combustible nuclear de óxido irradiado tanto para los reactores del Reino Unido como extranjeros. La investigación tenía que responder tres preguntas: 1. ¿El combustible de óxido de los reactores del Reino Unido debería en todo caso ser reprocesado en el país, ya sea en Windscale o en otro lugar? 2. Si la respuesta a la pregunta anterior era si, ¿Ese reprocesamiento debería ser ejecutado en Windscale? 3. Si la respuesta a la pregunta anterior era si, ¿La planta de reprocesamiento debería ser doble del tamaño requerido para poder manejar los combustibles de óxido del Reino Unido y esa capacidad sobrante ser utilizada para reprocesar combustibles desde el extranjero?. El resultado de la investigación fue la nueva planta, la Planta Termal de Reprocesamiento de Óxido, a la que le fue dada el visto bueno para comenzar los trabajo en 1978, pero que no fue completada hasta la década de 1990.

## Características de diseño
El diagrama de flujo químico para la THORP está diseñado para agregar menos material no volátil al primer ciclo de refinado PUREX, una forma en que esto se logra es evitando el uso de compuestos ferrosos como agentes reductores del plutonio. En esta planta la reducción es realizada ya sea usando hidracina o HAN (hidroxilamina nitrato).

## Fuga del año 2005
El 9 de mayo de 2005 se anunció que la THORP sufrió una gran fuga de una solución altamente radiactiva, que comenzó inicialmente en julio de 2004. La junta de investigación del Grupo Nuclear Británico determinó que un error de diseño llevó a la fuga, mientras que una cultura complaciente en la planta retrasó la detección durante nueve meses. El personal de operaciones no descubrió la fuga hasta que el personal de seguridad informó de grandes discrepancias en los inventarios de fluidos.
En total 83 metros cúbicos de una solución de ácido nítrico escaparon por una pequeña tubería de alimentación fracturada, lo que fue descubierto cuando se envió una cámara de control remoto a examinar la Celda de Alimentación de Clarificación de la THORP el 19 de abril de 2005. Todos los fluidos fueron recolectados bajo efecto de la gravedad en un contenimiento secundario, este consistía en una tina de acero inoxidable empotrada en una estructura de concreto armado de 2 metros de espesor, capaz de almacenar 250 metros cúbicos de fluidos.
Se estimó que la solución del derrame contenía 20 toneladas métricas de uranio y 160 kilos de plutonio. La solución filtrada fue recuperada en forma segura hacia el contenimiento primario usando eyectores de vapor instalados durante la construcción original. Los niveles de radiación en la celda impedían el ingreso de seres humanos y se estimó que la reparación de la tubería fracturada mediante robots sería difícil. Las autoridades evaluaron saltarse el tanque con problemas para poder resumir las operaciones.
La tubería se fracturó debido al movimiento lateral de un tanque de inventario, el cual mide el volumen por peso y se mueve horizontal y verticalmente durante el proceso. El diseño original del tanque tenía bloques de restricción para prevenir el movimiento lateral, pero posteriormente estos fueron removidos del diseño para desacople sísmico. Sin embargo, parece que este cambio en el diseño no fue evaluado por fatiga, y es inconcebible que una adecuada revisión hubiera permitido este cambio.
El incidente fue clasificado como de nivel 3 en una escala de 7 en la Escala Internacional de Eventos Nucleares (en inglés: International Nuclear Event Scale, INES), un incidente serio, debido a la cantidad de material radiactivo que se escapó desde el contenimiento primario al secundario sin ser descubierto por tantos meses. Inicialmente esto fue considerado sorprendentemente alto por la BNFL, pero estos volúmenes eran requeridos por las especificaciones de la pesa.
No se produjo ninguna fuga de radiación hacia el ambiente y nadie salió herido.
Como un resultado de este incidente el retorno a la operación normal se condicionó a una serie de modificaciones para remediar la causa original del problema y a cualquier requerimiento regulador posterior resultante de las investigaciones que se estaban realizando en relación con este tema.
Recién el 10 de enero de 2007 el Ejecutivo de Salud y Seguridad (en inglés: Health and Safety Executive, HSE) dio su consentimiento para reiniciar las operaciones en las instalaciones THORP, sin embargo, reasumir las operaciones a plena escala se condicionó a que BNG Sellafield Ltd (British Nuclear Group) demostrara que fuera viable, ya que existían dudas respecto a la capacidad de los evaporadores en el resto del sitio de Sellafield para manejar los desechos líquidos de THORP.
Después del accidente el BNG fue encontrado culpable de violar las regulaciones de salud y seguridad, y fue multado por un monto de 500.000 libras esterlinas.
Finalmente la producción se reinició en la planta afectada a principios de 2008 pero casi inmediatamente tuvo que ser detenida nuevamente, para efectuar la reparación de un elevador submarino que movía el combustible para reprocesamiento.